# Masculinidade frágil
A fragilidade masculina é a ansiedade entre homens que sentem que não atendem aos padrões culturais de masculinidade. Evidências sugerem que este conceito é necessário para entender as suas atitudes e comportamentos. A investigação demonstrou que esta ansiedade pode manifestar-se de várias formas, incluindo comportamento agressivo, resistência à mudança das normas de género e dificuldade em expressar vulnerabilidade.

## Conceito
A masculinidade é considerada um estatuto social precário. Ao contrário da feminilidade, ela é considerada "ilusória e ténue", precisando de ser provada repetidamente. Não é inevitável nem permanente; deve ser conquistada “contra todas as probabilidades”. Como resultado, os homens cuja masculinidade é desafiada podem responder de maneiras desagradáveis ou mesmo prejudiciais.

## Fatores

### Raça e etnia
A raça é um fator nos padrões americanos de masculinidade. A masculinidade hegemónica é negada aos homens de cor, bem como aos homens brancos da classe trabalhadora. Isto tem implicações profundas nas trajetórias de vida e nas atitudes dos homens afro-americanos.
Os homens asiático-americanos são frequentemente incapazes de ser vistos como masculinos na sociedade americana, e há uma raiva crescente por parte dos jovens homens asiático-americanos por não poderem ser enquadrados no padrão de masculinidade americano. É uma queixa comum entre os jovens asiático-americanos que eles têm dificuldade em competir com os homens brancos americanos pelas mulheres asiáticas. Esta raiva levou à formação de comunidades online para homens asiáticos preocupados com a sua reputação, e duas dessas comunidades no Reddit foram implicadas no assédio online de mulheres asiáticas que mantêm relações inter-raciais com homens brancos americanos. Por outro lado, alguns homens asiático-americanos rejeitaram a noção hegemónica de masculinidade e abraçaram a sua própria forma alternativa de masculinidade, que valoriza a educação e o cumprimento da lei em detrimento das noções americanas de masculinidade.

### Idade
À medida que os jovens tentam encontrar o seu lugar na sociedade, a idade torna-se uma variável importante na compreensão da fragilidade masculina. Homens na faixa etária de 18 a 25 anos apresentam comportamento mais arriscado e agressivo. Em alguns lugares, homens mais jovens enfrentam ameaças constantes à sua masculinidade e precisam de provar isso diariamente. Quanto mais a masculinidade era ameaçada, maior era a agressividade.

### Paternidade
Investigações descobriram que os pais são menos propensos a ver a masculinidade como frágil em comparação com os não pais. Isto sugere que a experiência de ser pai pode reforçar a identidade masculina de um homem. No entanto, a baixa autoperceção de masculinidade após a parentalidade foi um preditor de depressão sexual entre os pais.

## Comportamento
Quando os homens sentem que a sua masculinidade foi ameaçada, eles geralmente tentam recuperar o seu sentido de autoridade. As ameaças podem incluir ter uma supervisora mulher ou receber um trabalho tradicionalmente visto como feminino. Eles podem reagir envolvendo-se em comportamentos prejudiciais, como minar e maltratar colegas, mentir para ganho pessoal, reter ajuda e roubar propriedade da empresa.
O assédio online é uma resposta comum de homens que se sentem intimidados por demonstrações de força por parte das mulheres.
Um estudo de 2012, que utilizou uma amostra racialmente diversa de reclusos, concluiu que aqueles que obtiveram pontuações elevadas em medidas de “masculinidade frágil” tendiam a sentir-se desconfortáveis perto de mulheres.

### Saúde
Um estudo de 2014 descobriu que os homens que defendiam os valores tradicionais de masculinidade apresentavam piores resultados de saúde. Homens com crenças tradicionalmente masculinas são mais propensos a exibir comportamentos como agressão (quando desafiados externamente) e automutilação sob stresse (quando desafiados internamente).
Os homens com fortes convicções masculinas têm metade da probabilidade de procurar cuidados de saúde preventivos; são mais propensos a fumar, a beber muito e a evitar vegetais; os homens são menos propensos a procurar ajuda psicológica. Uma revisão de investigações recentes encontrou uma ligação entre a aceitação da masculinidade precária e piores resultados de saúde em homens. Embora a ligação fosse "modesta", foi, no entanto, responsável por alguns dos resultados de saúde mais precários dos homens, em comparação com as mulheres.

### Relações sexuais
As mulheres que acreditavam que o seu parceiro tinha uma masculinidade frágil (como em relacionamentos em que as mulheres ganham duas vezes mais dinheiro do que os seus parceiros) eram mais propensas a fingir orgasmos e menos propensas a fornecer uma comunicação sexual honesta. No entanto, estes autores alertaram contra a suposição de que qualquer um dos parceiros é culpado em tais casos, salientando que os padrões americanos de masculinidade são quase impossíveis de cumprir.

## Crenças políticas
Foi demonstrada uma ligação entre a fragilidade masculina e posições políticas agressivas, como a negação das alterações climáticas. Isto sugere que “a masculinidade frágil é crucial para compreender completamente as atitudes e comportamentos políticos dos homens”.

## Soluções propostas
Com base na sua investigação, Maryam Kouchaki e colegas sugeriram que o reconhecimento da masculinidade frágil é um primeiro passo crucial para a melhoria. Eles ressaltam que muitos homens nem sequer têm consciência de que se sentem ameaçados e que nem sequer têm consciência dos comportamentos tóxicos que podem resultar de uma ameaça. O aumento da autoconsciência pode permitir que os homens quebrem este padrão. Também foi sugerida a adoção de formas saudáveis de masculinidade. Finalmente, estes autores sugeriram que o desmantelamento de estruturas tóxicas no local de trabalho que encorajam atitudes masculinas prejudiciais é um passo vital para reduzir a masculinidade frágil. Segundo Stanaland e colegas, expectativas menos rígidas sobre o que a masculinidade deveria ser poderiam permitir uma forma mais resiliente de masculinidade.

## Cultura popular
O filme Moonlight de 2016 foi chamado de "uma aula magistral sobre fragilidade masculina". Chiron, de acordo com o escritor Eli Badillo, abraçou a sua fragilidade como um caminho para a autodescoberta.